# Olivillo
 (août 2025).
Olivillo est un nom vernaculaire de plantes à fleurs en espagnol ambigu. Il peut désigner:
- Aextoxicon punctatum, un arbre du Chili de la famille des Aextoxicaceae
- Olea cerasiformis, aussi appelé Acebuche, un arbuste des îles Canaries de la famille des Oleaceae